# Villafranca de Ebro
Villafranca de Ebro – gmina w Hiszpanii, w prowincji Saragossa, w Aragonii, o powierzchni 63,64 km². W 2011 roku gmina liczyła 834 mieszkańców.